# ويليام غونزاليس
ويليام غونزاليس (بالإسبانية: William González)‏ هو مبارز بالسيف كولومبي، ولد في 28 أغسطس 1970.

## وصلات خارجية
- ويليام غونزاليس على موقع أوليمبيديا (الإنجليزية)